# Double Cabins

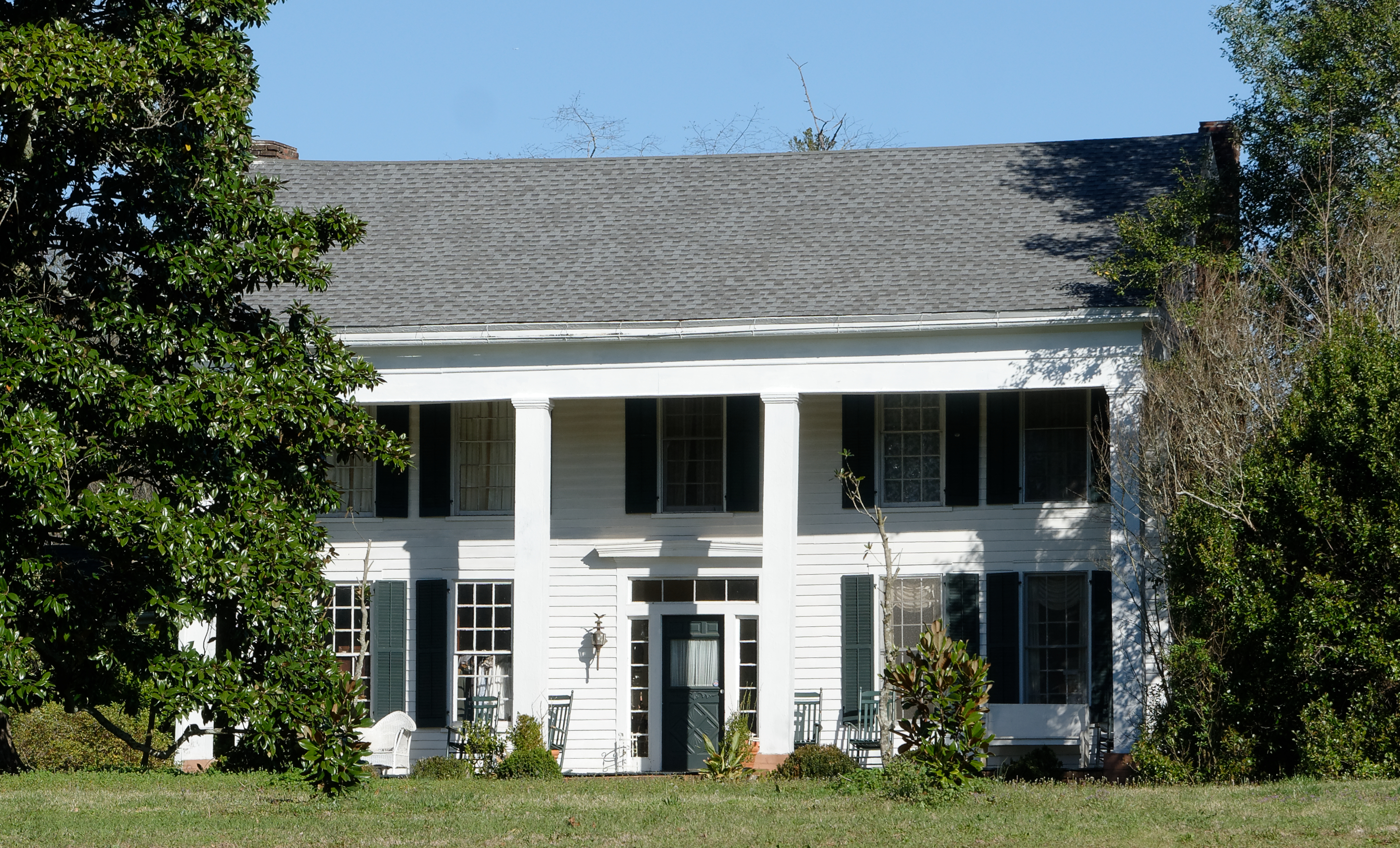
La casa en 2018

Double Cabins, también conocida como Mitchell-Walker-Hollberg House, es un sitio histórico en las afueras de Griffin, Georgia, en el condado de Spalding, Georgia.  El sitio fue agregado al Registro Nacional de Lugares Históricos el 7 de marzo de 1973. Se encuentra al noreste de Griffin en la ruta estatal de Georgia 155, en 3335 Jackson Road.La casa de estilo neogriego, construida en 1842, recibió el nombre de "Double Cabins" (Cabañas Dobles) porque ese era el nombre de la parada de diligencias al otro lado de la calle. La casa fue construida por Shatteen Mitchell y "es un buen ejemplo de la adaptación provincial de las formas del Renacimiento griego a una casa de plantación del interior de Georgia".